# Mats Näslund
Mats Näslund (født 31. oktober 1959 i Timrå, Sverige) er en svensk tidligere ishockeyspiller, og olympisk guldvinder med Sveriges landshold.
Näslund spillede på klubplan for henholdsvis Timrå, Brynäs og Malmö IF i Svenska hockeyligan. Han tilbragte også otte år hos NHL-storklubben Montreal Canadiens, og var her med til at vinde Stanley Cup-mesterskabet i 1986.
Med det svenske landshold vandt Näslund guld ved OL 1994 i Lillehammer og bronze ved OL 1980 i Lake Placid. Derudover blev det til guld ved VM 1991 i Finland.

## OL-medaljer
- 1994:  Guld
- 1980:  Bronze

## VM-medaljer
- 1991:  Guld
- 1981:  Sølv
- 1979:  Bronze